# Dělení pedagogických teorií
Pedagogické teorie jsou souborem teorií vázaných na výchovu a vzdělávání. Můžeme je vnímat jako souhrn obrazů pedagogické reality mající tendence buďto bránit nebo naopak iniciovat změnu. V současné době existuje mnoho názorových proudů, které našly inspiraci především ve filosofii, psychologii a sociologii, ale i dalších vědách. Rozdělení pedagogických teorií se může autor od autora lišit.
Níže jsou uvedeny příklady možného způsobu dělení
pedagogických teorií.

## Dle Yvese Bertranda
Tento kanadský profesor rozdělil ve své knize Soudobé teorie vzdělávání pedagogické teorie následujícím způsobem.

### Spiritualistické teorie
Spiritualistický proud, nazývaný též metafyzický či transcendentální, je považován za jeden z nejstarších směrů na této planetě. Svého novodobého rozmachu se dočkal v 70. letech 20. století. Zastánci spiritualistických teorií vzdělávání se zajímají o vztah mezi lidským já a univerzem. Tyto teorie jsou často spojovány se sociokulturním proudem New Age. Člověk se dle těchto teorií musí naučit osvobodit od viditelného světa a překročit sama sebe, aby se mohl pozvednout na vyšší duchovní úroveň. Využít během takového procesu musí svoji vnitřní energii. Toho může dosáhnout meditaci či kontemplaci. Hlavní zdroje pro tento vzdělávací proud jsou uváděny zen-buddhismus a taoismus.
Strukturní prvky: duchovní hodnoty vepsané do nitra lidské bytosti, metafyzika, Tao, Bůh, intuice, duchovní dimenze univerza
Představitelé: Richard Bucke, Marylin Ferguson, Constantin Fotinas, Willis Harman, Carl Gustav Jung a další

### Personalistické teorie
Personalistické teorie, nazývány též humanistickými, nedirektivními, organickými, svobodnými či otevřenými, se opírají hlavně o lidské já, svobodu a autonomii osoby samotné. Pánem svého poznání v procesu učení jest osoba sama. Vychovatel má vést svěřence k seberealizaci. Zdůrazněna je svoboda žáka, jeho zájmy a jeho vůle učit se.
Strukturní prvky: růst osoby, nevědomí, afektivita, přání, pudy, zájmy, já
Představitelé: Alfred Adler, Pierre Angers, Sigmund Freud, Kurt Lewin, André Paré, Carl R. Rogers a další

### Kognitivně psychologické teorie
Kognitivně psychologické teorie se u žáka zaměřují na rozvoj kognitivních procesů: usuzování, analýza, řešení problémů, vytváření reprezentací, prekonceptů, mentálních obrazů atd. Základy těchto teorií lze najít v kognitivní psychologii.
Strukturní prvky: procesy učení, prekoncepty, spontánní reprezentace, kognitivní konflikty, pedagogické profily, předvědecká kultura
Představitelé: Gaston Bachelard, André Giordan, Jean Piaget, Alain Taurisson a další

### Technologické teorie
Technologické teorie, nebo také technicko-systémové nebo systémové, zdůrazňují zdokonalení předávání poznatků s použitím vhodných technologií. Takové technologie zahrnují postupy v koncipování výuky a didaktické pomůcky pro komunikaci a zpracování informací. Výzkumy zahrnují především zlepšení kvality interakce mezi člověkem a počítačem.
Strukturní prvky: informace, technologie komunikace, informatika, média, systémový přístup k výuce, konstrukce poznání
Představitelé: John Carroll, Donald Cunningham, Bill O’Neill, B.F. Skinner, a další

### Sociokognitivní teorie
Sociokognitivní teorie zdůrazňují význam kulturních a sociálních faktorů při výstavbě vzdělání. Důraz je v nich kladen na roli sociální interakce v mechanismech učení.
Zajímavý je pohled na rozdílné názory L. S. Vygotského a J. Piageta. Dle L. S. Vygotského je učení předpokladem vývoje jedince. Dle J. Piageta je mentální vývoj naopak napřed před samotným kognitivním vývojem.
Strukturní prvky: kultura, sociální prostředí, okolní prostředí, sociální determinanty poznání, sociální interakce
Představitelé: Albert Bandura, Jerome Bruner, Bruce Joyce, Leslie McLean, Lev Vygotskij a další

### Sociální teorie
Sociální teorie se zakládají na faktu, že vzdělání má umožnit řešení sociálních a kulturních problémů a rovněž i problémů týkajících se životního prostředí. Příprava žáků má směřovat k jejich přípravě na řešení takových problémů. Problematika je spojena s tématy jako kulturní a sociální nerovnosti, sociální a kulturní dědičnost, elitářství, negativní vliv technologií, industrializace a degradace života na planetě Zemi.
Strukturní prvky: společenské třídy, společenské determinanty lidské přirozenosti, problémy životního prostředí a sociální problémy, moc, osvobození, společenské změny
Představitelé: Pierre Bourdieu, John Dewey, Paolo Freire, Ira Shor, Alvin Toffler a další

### Akademické teorie
Akademické teorie, taktéž nazývané jako tradicionalistické, generalistické a klasické, se soustřeďují na předávání obecných poznatků. Obvykle se staví proti velkému vlivu specializovaného vzdělávání. Akademický proud je dále rozdělen na dvě skupiny: tradicionalisty a generalisty.
Strukturní prvky: obsahy, předměty, disciplíny, logika, uvažování, intelekt, západní kultura, tradice, řecká a latinská humanitní studia, klasická díla, kritické myšlení
Představitelé: Mortimer J. Adler, Allan Bloom, Richard Paul a další

## Dle Ondreje Kaščáka a Branislava Pupaly
Tato dvojice slovenský autorů dělí pedagogické teorie následovně.
·        Humanistický diskurz
·        Funkcionální
·        Interakční
·        Rekonstrukcionistický
·        Konsenzuální
·        Neoliberální

## Dle stupně a typu školy

### Odborné vzdělávání
·        Preprimární vzdělávání
·        Základní vzdělávání
·        Sekundární
·        Vysokoškolské
·        Vzdělávání dospělých
·        Vzdělávání žáků se specifickými potřebami

·        Odborné vzdělávání